# United States Army Special Forces
Le United States Army Special Forces (note anche con il soprannome di berretti verdi, per via del caratteristico basco derivato da un contributo di un giovane ufficiale, Edson Raff (ed autorizzato dal presidente Kennedy) sono forze speciali dell'Esercito degli Stati Uniti addestrate per operazioni militari speciali. 
Furono fondate da Aaron Bank ma si rifanno alla 1ª Forza Servizi Speciali USA - Canada creata dal colonnello Robert T. Frederick durante la seconda guerra mondiale della quale riprendono i simboli (le 2 frecce incrociate sul bavero della giacca e la punta di freccia indiana sulla manica).
Il loro motto ufficiale è De Oppresso Liber, "Da oppresso, libero" con riferimento a uno dei loro compiti principali: addestrare e assistere le forze locali di un paese straniero alleato degli Stati Uniti.

## Storia
Nel 1952, a Fort Bragg, Carolina del Nord, nasce il primo centro di addestramento per SOC (Special Operations Capable - Unità Capace di compiere Operazioni Speciali). Originariamente, il berretto verde, inizialmente, era stato vietato dall'esercito degli Stati Uniti. Tuttavia, nel 1961 il presidente John F. Kennedy autorizzò il suo utilizzo per le Forze Speciali. Mentre si apprestava ad una visita del 12 ottobre al Special Warfare Center (Centro per le Tecniche Speciali di Guerra, letteralmente) a Fort Bragg (Carolina del Nord), il Presidente mandò una lettera al comandante del Centro, il brigadier generale William P. Yarborough, dicendo che tutti i soldati delle Forze Speciali dovevano indossare il berretto verde, come parte dell'evento.
Il Presidente sentiva che, visto che le Forze Speciali hanno una missione speciale, avrebbero dovuto avere qualcosa che li distinguesse dal resto delle Forze Armate. Nel 1962, definì il berretto verde un "simbolo di eccellenza, un distintivo di coraggio, un segno di distinzione nella lotta per la libertà".

## Organizzazione
Le forze speciali dello US Army sono divise in cinque gruppi in servizio attivo e due della National Guard of the United States. Ogni SFG (Special Forces Group) è focalizzato su una precisa area geografica d'interesse. I soldati delle forze speciali assegnati a questi gruppi ricevono un addestramento sulle lingue e culture di quegli Stati del mondo ricompresi all'interno della loro area di assegnazione. Tali aree di responsabilità coincidono con quelle assegnate ai cinque grandi comandi operativi extra-territoriali statunitensi (USEUCOM, USCENTCOM, USPACOM, USSOUTHCOM e USAFRICOM) di cui gli SFG costituiscono le pedine operative dipendenti dal Comando operazioni speciali dell'US Army (USASOC - US Army Special Operations Command) a sua volta dipendente dal Comando operazioni speciali statunitense (USSOCOM - US Special Operations Command).
Le compagnie sono generalmente composte da sei Distaccamenti Operativi-A (ODA o "A-Team"), e i suoi appartenenti sono identificati con nomi in codice. Ogni ODA è specializzato in particolari attività ed operazioni. Prima del 2007, il numero era in genere composto da tre cifre che riflettevano il gruppo, il comando specifico (Unified Combatant Command) cui sono assegnate (detto Operational Detachment Bravo, anche ODB) all'interno del battaglione e l'ODA specifico all'interno della compagnia. A partire dal 2007, tuttavia, la sequenza numerica è stata modificata in un formato a quattro cifre. La prima cifra specificava il gruppo (1=1° SFG, 3=3° SFG, 5=5° SF, 7=7° SFG, 0=10° SFG, 9=19° SFG, 2=20° SFG). La seconda cifra sarebbe stata 1-4 per il 1° fino al 4° Battaglione. La terza cifra sarebbe 1-3 per le compagnie da A a C. La quarta cifra sarebbe 1-6 per il team specifico all'interno di quella compagnia. Ad esempio, ODA 1234 indicherebbe il quarto ODA nella Compagnia Charlie, 2° Battaglione, 1° Gruppo Forze Speciali.
Un ODA è composto da 12 soldati, ognuno dei quali ha una funzione specifica nella squadra; tuttavia, tutti i suoi membri svolgono un addestramento trasversale. L'ODA è guidata da un 18A (Comandante di Distaccamento), un capitano e un 180A (Comandante di Distaccamento Assistente) che è il loro secondo in comando, solitamente un Warrant Officer o un Chief Warrant Officer. Il team include anche i seguenti soldati arruolati: un 18Z (Operations Sergeant) (noto come "Team Sergeant"), solitamente un Master Sergeant, un 18F (Assistant Operations and Intelligence Sergeant), solitamente un sergente di prima classe, e due ciascuno, 18B (Weapons Sergeant), 18C (Engineer Sergeant), 18D (Medical Sergeant) e 18E (Communications Sergeant).

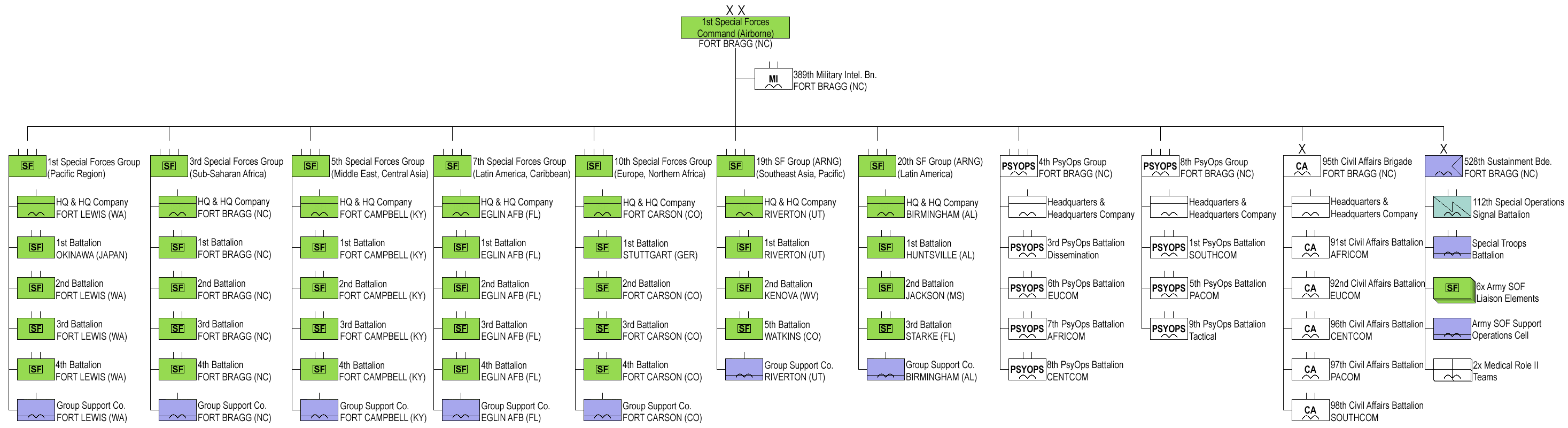
Organigramma 2020

### Gruppi attivi
| Nome                      | Descrizione unità |
| ------------------------- | --- |
| 1º Gruppo Forze Speciali  | Quartier generale a Fort Lewis, Washington. Con il primo battaglione ad Okinawa, il secondo ed il terzo a Fort Lewis. La sua area di competenza è l'oceano Pacifico. |
| 3º Gruppo Forze Speciali  | Quartier generale a Fort Bragg, Carolina del Nord. L'area di competenza è l'Africa subsahariana, con l'eccezione del Corno d'Africa. |
| 5º Gruppo Forze Speciali  | Quartier generale a Fort Campbell, Kentucky. L'area di competenza è il Medio Oriente, il Golfo Persico, l'Asia centrale ed il Corno d'Africa. |
| 7º Gruppo Forze Speciali  | Quartier generale a Fort Bragg. L'area di competenza è l'America Latina, Centrale ed i Caraibi. |
| 10º Gruppo Forze Speciali | Quartier generale a Fort Carson, Colorado. Il primo battaglione a Böblingen, Germania, il secondo e terzo a Fort Carson. L'area di competenza è l'Europa, i Balcani, la Turchia, il Libano, Israele ed il Nordafrica (paesi africani che si affacciano sul mar Mediterraneo).                                 |
| 19º Gruppo Forze Speciali | Quartier generale a Draper, Utah. Ha unità nello stato di Washington, Virginia Occidentale, Ohio, Rhode Island, Colorado e California. L'area competenza è il Medio Oriente (assieme al 5º GFS), l'Europa (assieme al 10º GFS) ed il Sud-est asiatico (assieme al 1º GFS). Appartiene alla Guardia nazionale. |
| 20º Gruppo Forze Speciali | Quartier generale a Birmingham, Alabama. Ha reparti stanziati in Alabama, Mississippi e Florida. La sua area di competenza è simile a quella del 7º GFS. Appartiene alla Guardia nazionale. |

### Gruppi inattivi

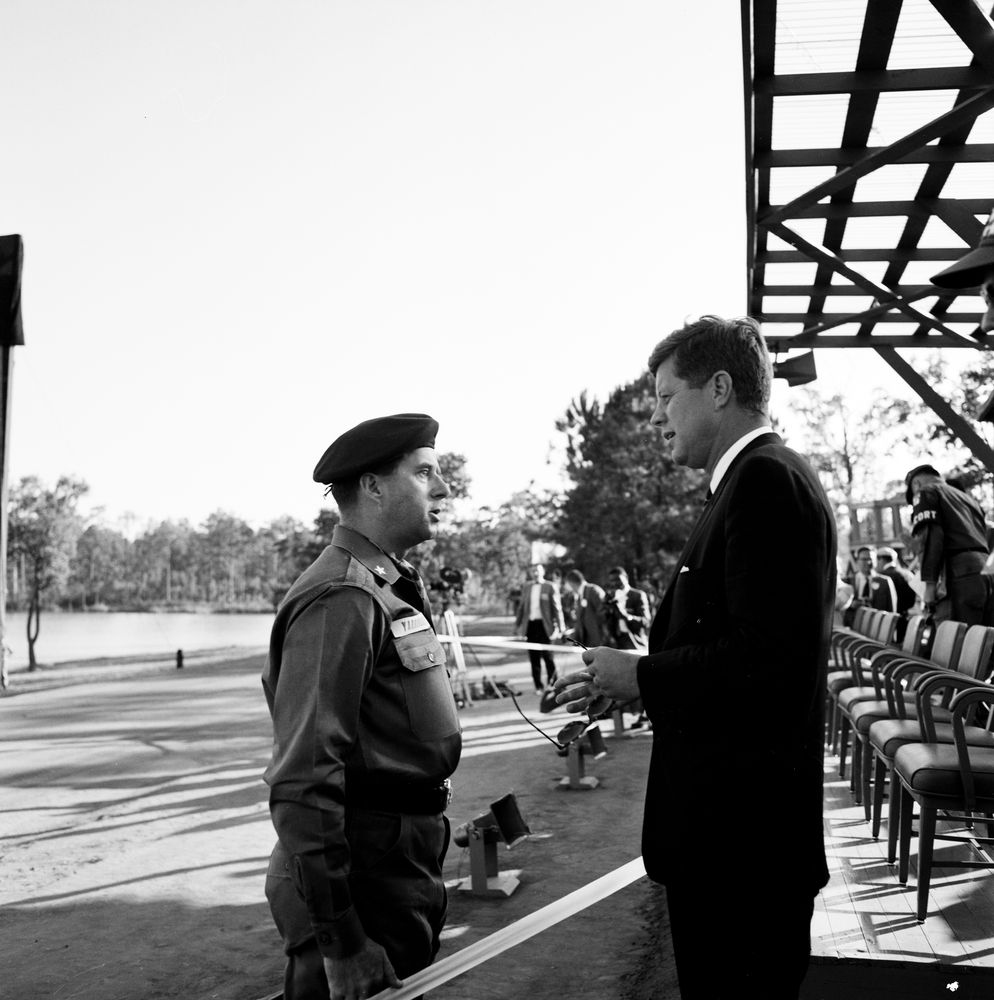
12 ottobre 1961: John F. Kennedy durante una visita a Fort Bragg.

| Nome                      | Descrizione unità |
| ------------------------- | --- |
| 6º Gruppo Forze Speciali  | Attivo dal 1963 al 1971. Molti dei 103 membri che presero parte all'operazione Ivory Coast facevano parte del 6º GFS.       |
| 8º Gruppo Forze Speciali  | Attivo dal 1963 al 1972. Responsabile per l'addestramento degli eserciti dell'America Latina in tattiche antinsurrezionali. |
| 11º Gruppo Forze Speciali | Attivo dal 1961 al 1992. |
| 12º Gruppo Forze Speciali | Attivo dal 1961 al 1992. |

### Organizzazione del Gruppo SF
Ogni Gruppo è tipicamente costituito da un Comando e Compagnia comando (HHC), un Battaglione supporto di gruppo (SPT-BT) che ha preso il posto della precedente Compagnia di supporto per ampliamento della stessa e tre Battaglioni SF (Special Forces Battalion).
Entro il 2012 ogni gruppo dell'esercito regolare avrà quattro battaglioni forze speciali invece dei consueti tre. Ad oggi l'unico reparto ad avere un quarto battaglione è il 5º Gruppo.
L'organica ufficiale prevede una consistenza di personale per la HHC di 28 ufficiali, 3 WO (Warrant Officier: una figura presente negli eserciti anglofoni assimilabile a sottufficiali superiori come i marescialli dell'Esercito Italiano) e 58 militari di truppa/sottufficiali inferiori.
Per la SPT-CO erano previsti 13 ufficiali, 12 WO e 151 militari mentre, per ogni battaglione SF, l'organica prevede 39 ufficiali, 24 WO e 320 enlisted soldiers (truppa e sottufficiali inferiori).
I gruppi generano diversi distaccamenti operativi (Operational Detachment) o di comando di diversi livelli: in particolare per ogni SFG su tre battaglioni SF vi sono 3 OD-C, 9 OD-B e 54 OD-A. Tutti gli uomini di questi distaccamenti sono qualificati "Airborne" e "Special Forces", per cui tutti i distaccamenti operativi sono abilitati all'infiltrazione a piedi, tramite elicottero e tramite aviolancio con fune di vincolo. Non tutti i distaccamenti sono invece abilitati all'infiltrazione con mezzi diversi o in ambienti particolari.
Infatti, in ogni SFG vi sono 3 OD-A (uno per battaglione) abilitati all'infiltrazione tramite tecniche di aviolancio a caduta libera e HALO/HAHO con utilizzo di ossigeno, altri 3 OD-A addestrati ed equipaggiati per effettuare infiltrazioni ed esfiltrazioni operative in acqua con apparati di respirazione a circuito chiuso ed ulteriori 3 OD-A abilitati all'utilizzo di apparati di respirazione a circuito aperto per impieghi non operativi (come per ispezioni di carene di navi, per ricerca subacquea di cose o persone e soccorso delle stesse). Inoltre, 9 OD-A per SFG sono addestrati all'infiltrazione/esfiltrazione tramite l'utilizzo di gommoni chiamati CRRC (Combat Rubber Raiding Craft) e 12 OD-A possono infiltrarsi o esfiltrare utilizzando le tecniche di nuoto in superficie a cui sono stati addestrati.
Anche la mobilità in ambiente montano o artico non è un'abilitazione conseguita da tutti i componenti di un SFG: le tecniche di arrampicata su roccia e di progressione in alta quota sono appannaggio di solo 6 OD-A del 5th SFG, di 7 OD-A del 3rd e del 7th SFG, nonché di 9 OD-A del 1st e 10th SFG, mentre sono 36 gli OD-A addestrati all'uso di sci e all'utilizzo di tecniche di progressione su neve e ghiaccio sia nel 1st che nel 10th SFG. Inoltre, tutti gli OD-A del 5th SFG e 18 OD-A del 3rd SFG sono addestrati all'infiltrazione tramite i mezzi ruotati (GMV - Ground Mobility Vehicle) di cui sono dotati.

### Organizzazione del Battaglione SF
Il Battaglione è composto dal distaccamento operativo di comando (Operational Detachment-C o OD-C, formalmente Special Forces Battalion Headquarters Detachment o HQ DET - SF BN, spesso abbreviato in Det-C), da una compagnia di supporto di battaglione (SPT-CO) e da tre Compagnie SF (SFCO).

### Organizzazione della Compagnia SF
La Compagnia SF è composta dal distaccamento operativo di comando (Operational Detachment-B o OD-B, spesso abbreviato in Det-B) e da sei distaccamenti operativi SF (Special Forces Operational Detachment-A o SFOD-A, spesso abbreviato in OD-A o Det-A).

### Composizione di uno SFOD-A

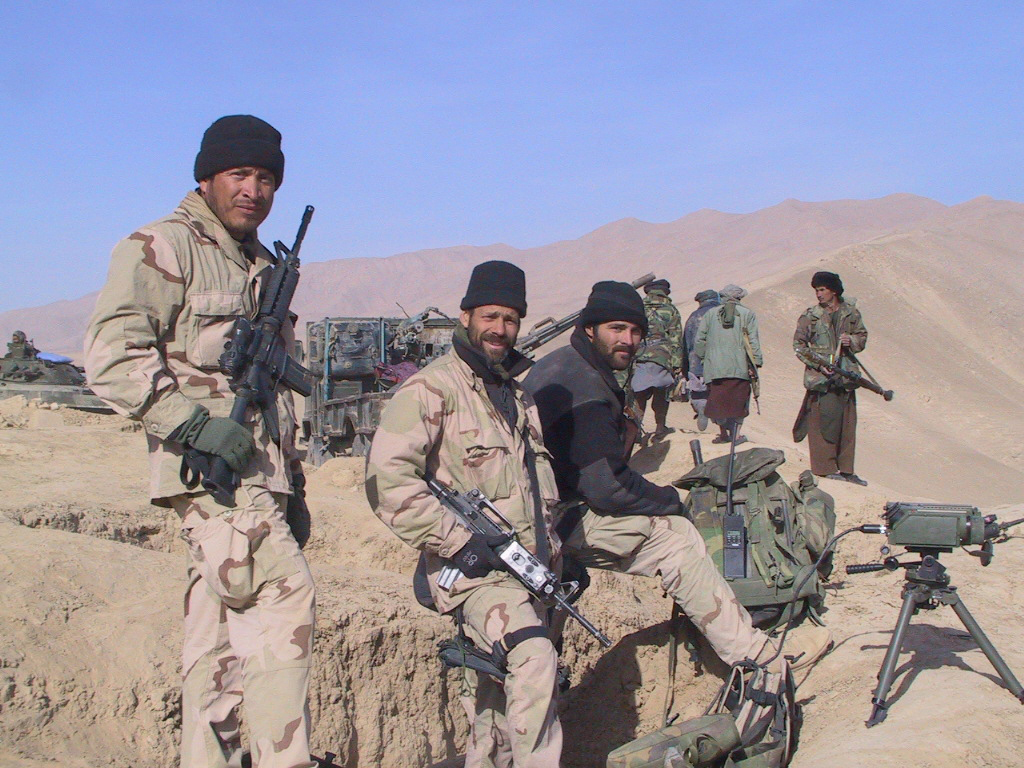
2001 inoltrato: Berretti Verdi in Afghanistan assieme a membri dell'Alleanza del Nord.

La Compagnia delle Forze Speciali consiste di 6 distaccamenti operativi Alfa (Operational Detachment-A ODA o Special Forces Operational Detachment-A SFOD-A), o "Squadra A" (A-Team), sebbene questo numero possa variare da compagnia a compagnia. Questi ODAs possono essere ulteriormente specializzati in molti campi: un esempio è il 3º battaglione, 20º Gruppo Forze Speciali, il quale mantiene un Distaccamento Alfa specializzato in operazioni antinarcotici (detto "CNODA" - Counter Narcotics ODA) a Camp Blanding, in Florida. Un ODA tipico è costituito da 12 uomini, ognuno dei quali ha uno specifico ruolo operativo all'interno della Squadra. Un ODA è guidato da uno specialista con MOS 18A, e solitamente prevede due uomini per ciascuna delle specialità operative SF (un operatore anziano ed uno meno esperto, affiancato al veterano).

## Attività
Le unità delle Special Forces vari compiti, tra cui sei specifici e principali: 
- guerra non convenzionale (UW - Unconventional Warfare);
- difesa interna di paesi stranieri (FID - Foreign Internal Defence);
- ricognizioni speciali (SR - Special Reconaissance);
- azioni dirette (DA - Direct Action);
- attività antiterrorismo (CT - Counter Terrorism);
- liberazione ostaggi (HR - Hostage Rescue).

Altri compiti includono: ricerca e salvataggio (CSAR - Combat Search And Rescue), peacekeeping, assistenza umanitaria, bonifica di campi minati, guerra psicologica ed operazioni contro il traffico di droga.

## Addestramento e selezione
Le nuove reclute maschili (tutte le Forze Speciali statunitensi sono precluse alle donne, nei ruoli operativi) che hanno richiesto all'Esercito di unirsi direttamente alle Forze Speciali, iniziano ad addestrarsi a Fort Benning, in Georgia.
Questo percorso di immissione diretta nei ruoli delle Special Forces prevede un addestramento iniziale di base combinato (OSUT - One Station Training Unit) di Fanteria di 14 settimane di durata. Dopo il suo completamento, i soldati devono frequentare un corso di paracadutismo static-line (lanci vincolati) di tre settimane presso la scuola truppe aerotrasportate, prima di passare al Corso di Preparazione Operazioni Speciali (SOPC), a Fort Bragg. Lo scopo del SOPC è preparare i candidati SF (sia le nuove reclute provenienti dal corso OSUT, sia aspiranti già in servizio nell'US Army provenienti da altre unità) per la cosiddetta Fase 1, l'accertamento e selezione forze speciali (SFAS), una valutazione che dura 24 giorni. Al completamento di questa fase, gli aspiranti provenienti da altri reparti ritornano alle loro unità precedenti e attendono di essere ammessi direttamente alla terza fase di formazione, il corso di qualificazione per le Forze Speciali (Q course), mentre le nuove reclute sono assegnate al 1º Gruppo d'Addestramento alla Guerra Speciale (Aerotrasportato) a Fort Bragg, presso il quale partecipano a un corso di tattica per piccola unità di tre settimane.
Questo corso è progettato per diffondere anche ai soldati non combattenti la professionalità tipica del militare delle Forze Speciali con pattugliamento di base, orientamento e abilità boschive.
In seguito, le reclute frequentano il Corso di base Sottufficiali presso Camp Mackall per ottenere il rango di sottufficiali, prima di iniziare ufficialmente la Fase II, un periodo d'istruzione di cinque settimane in piccole unità tattiche.
All'inizio del 2006, la Fase II fu estesa a includere un corso di tre settimane di sopravvivenza, evasione, resistenza e fuga – Survival, Evasion, Resistance and Escape (SERE) - immediatamente dopo aver seguito il completamento della fase piccole unità tattiche. Dopo la Fase II, raggiunte dai candidati provenienti da altri reparti combattenti che avevano superato il precedente SFAS, le reclute cominciano la Fase III, la vera e propria qualificazione SF chiamata Q-Course, acquisendo una delle cinque specializzazioni di base previste per le forze speciali (ruoli definiti dai Military Occupational Specialty - MOS):
1. 18A ufficiale SF
2. 18B sergente armiere SF
3. 18C sergente guastatore SF
4. 18D sergente sanitario SF
5. 18E sergente comunicazioni SF

I corsi d'addestramento 18 A, C e E approssimativamente sono lunghi 26 settimane, il corso 18D è lungo 59 settimane. I diplomati che hanno completato e superato il corso Q del proprio ruolo, partecipano alla “Robin Sage”, un'esercitazione di guerra non convenzionale su larga scala (fase IV), ed una scuola di lingue (fase V), prima di essere assegnati in organico alle Forze Speciali.
Dopo aver completato con successo il corso di qualificazione Forze Speciali e guadagnato il Berretto Verde ed il tab "Special Forces", i soldati delle Forze Speciali possono poi frequentare molti corsi di formazione avanzati. Questi includono corso di lancio libero di paracadutismo militare, corsi di qualificazione al combattimento subacqueo, il corso Sniper forze speciali, corsi di tecniche avanzate per operazioni speciali, ricognizione avanzata per forze speciali, corso di tecniche di acquisizione e designazione bersagli. Inoltre i soldati delle Forze Speciali possono partecipare a corsi offerti dagli altri servizi e nazioni alleate per tutta la durata delle loro carriere.
Descrizione dei MOS delle Forze Speciali
- 18A ufficiale SF :

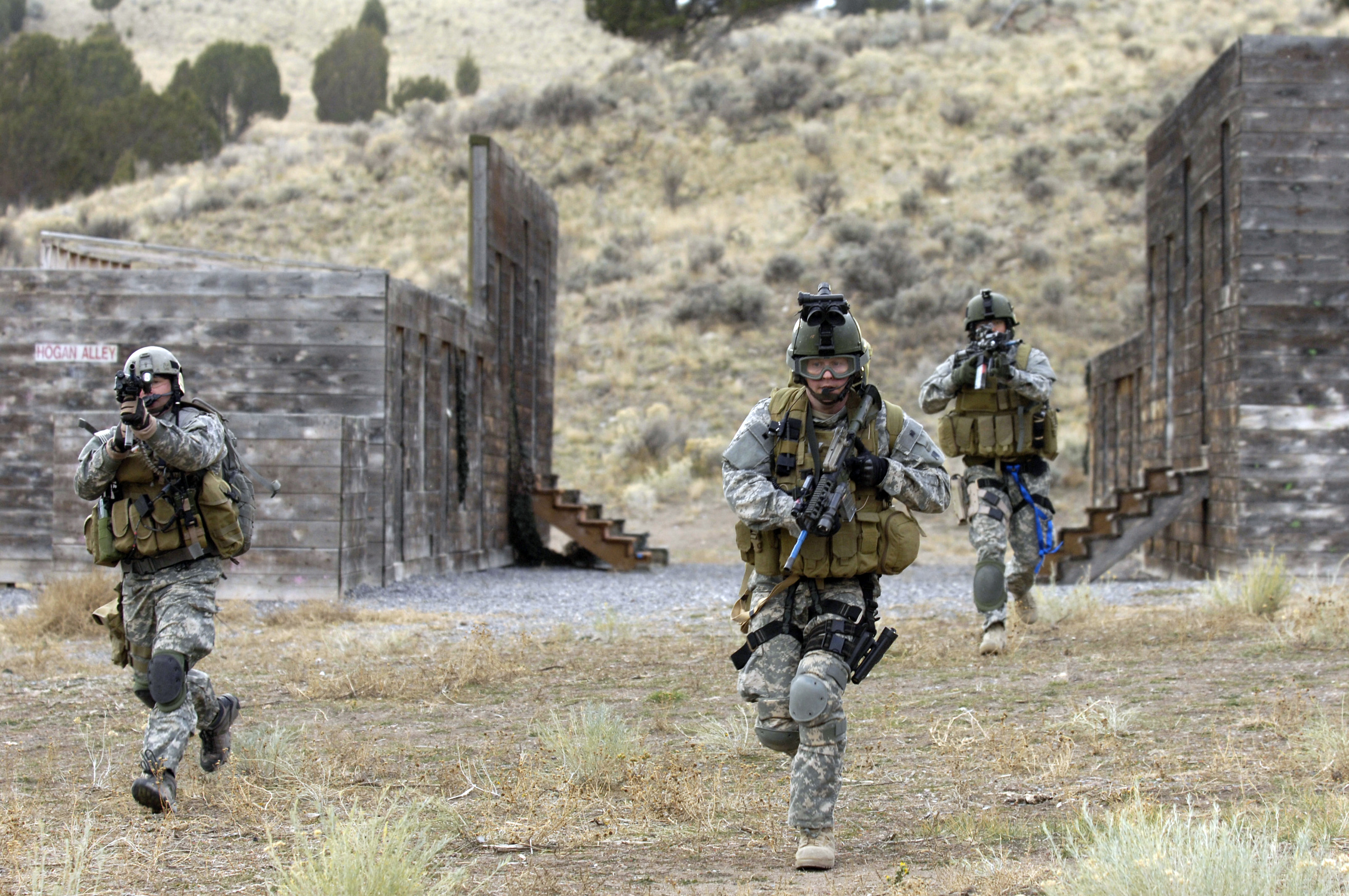
13 novembre 2007: addestramento di operatori del 19º SFG a Camp Williams, Utah.

qualifica riservata agli ufficiali. Corso della durata di 24 settimane. Vengono impartite istruzioni sulla guerra non convenzionale, sulla pianificazione delle missioni e sulla logistica.
- 18B sergente armiere SF:

corso della durata di 24 settimane, che ha lo scopo istruire i relativi operatori sull'uso di un gran numero di armi leggere e di supporto che si possono incontrare nei vari teatri d'impiego, sia di produzione statunitense che estera.
- 18C sergente guastatore SF:

corso della durata di 24 settimane dedicato al maneggio degli esplosivi, alle tecniche di demolizione, rimozione mine ed ordigni esplosivi; apprendimento delle procedure del genio per la costruzione di ripari, ponti e fortificazioni.
- 18D sergente sanitario SF:

corso di medicina tattica che richiede circa un anno di formazione con una prima fase di 24 settimane, denominata Special Operations Combat Medic, dedicata alle tecniche di pronto soccorso e primo intervento, ed all'apprendimento di conoscenze di tipo para-medico che includono interventi chirurgici elementari, trattamento dei traumatizzati e procedure per la stabilizzazione dei feriti prima dell'evacuazione. In alcuni casi vi segue una fase avanzata, per l'ulteriore qualificazione tecnica del personale più esperto.
- 18E sergente comunicazioni SF

corso destinato agli specialisti nelle comunicazioni della durata di 32 settimane. Istruisce sulla tecniche che spaziano dal codice Morse alla gestione di reti informatiche.
- 18F sergente per assistenza operazioni e informazioni SF
- 18X candidato SF (possibile arruolamento)
- 18Z sergente operazioni SF

Nota: i candidati per la scuola SF possono arruolarsi direttamente nel 18X MOS, ed al completamento riuscito dei corsi di Addestramento base, di Fanteria AIT (Advanced Infantry Training), della Scuola Aerotrasportata, dello SFAS (Valutazione e Selezione Forze Speciali), sarà iscritto nel corso Q-qualificazione forze speciali, e sarà iscritto in uno degli altri MOS SF. Finché un "vero" MOS SF non viene assegnato, il candidato del 18X è considerato a tutti gli scopi un MOS 11B (soldato di fanteria).